# Mukilteo (Washington)
Mukilteo je grad u američkoj saveznoj državi Washington. Prema popisu stanovništva iz 2010. u njemu je živjelo 20.254 stanovnika.